# Cellulosilyticum ruminicola
Cellulosilyticum ruminicola es una  especie de bacteria grampositiva del género Cellulosilyticum. Fue descrita en el año 2010, es la especie tipo. Su etimología hace referencia al del rumen. Es grampositiva pero se tiñe de gramnegativa por la delgada pared celular. Es anaerobia estricta, inmóvil y forma esporas. Tiene un tamaño de 0,8-1,0 μm de ancho por 3-4 μm de largo. Forma colonias amarillas-verdosas, circulares y convexas. Temperatura de crecimiento entre 25-45 °C, óptima de 38 °C. Se ha aislado del rumen de un yak (Bos grunniens).  